# آدریانا آلتاراس
آدریانا آلتاراس (انگلیسی: Adriana Altaras؛ زادهٔ ۶ آوریل ۱۹۶۰) بازیگر، نویسنده و کارگردان تئاتر اهل آلمان است.
از فیلم‌ها یا برنامه‌های تلویزیونی که وی در آن نقش داشته‌است می‌توان به کاندوم قاتل، نینجای قاتل، و کنتس اشاره کرد.
وی همچنین برندهٔ جوایزی همچون جایزه فیلم آلمان شده‌است.